# Сайидо Насафи Миробид
Сайидо Насафи Миробид (дата рождения неизвестна, Насаф, ныне Карши — дата смерти также неизвестна, между 1707 и 1711, Бухара) — таджикский поэт, учился и большую часть жизни провёл в Бухаре.

## Биография
Получил начальное образование и прожил большую часть жизни в Бухаре. Работал ткачом и жил в большой бедности, отказывался от должности придворного поэта.
Наряду с Фитратом Зардузом Самарканди был одним из представителей разновидности таджикской поэзии, которая появилась в среде городских ремесленников при Субханкули-хане, во времена упадка придворной и суфийской поэзии. Эта поэзия была по своему духу народной, в ней классический персидский язык сочетался с разговорной речью.
Писал в основном на темы тяжёлой жизни ремесленников, поскольку хорошо знал их жизнь, труд и нужду, и сложной политической обстановке в современной ему Средней Азии, критикуя междоусобные войны, пороки правящей верхушки и деспотизм правителей.

## Творчество
Его творческое наследие отличается разнообразием в плане жанров и оказало значительное влияние на развитие жанра городской литературы шахрашуб. Наиболее известные его произведения — «Касыда хлебопёку» и аллегорическая сатирическая поэма «Сказание о тварях».